# Моубрей, Томас, 1-й герцог Норфолк
Томас де Моубрей (англ. Thomas de Mowbray; 22 марта 1366 — 22 сентября 1399) — 6-й барон Моубрей и 7-й барон Сегрейв с 1383 года, 1-й граф Ноттингем с 1383 года, 3-й граф Норфолк с 1398 года, 1-й герцог Норфолк с 1398 года, маршал Англии в 1386—1398 годах, капитан Кале в 1391—1398 годах, кавалер Ордена Подвязки с 1383 года, английский военачальник, сын Джона де Моубрея, 4-го барона Моубрея, и Элизабет де Сегрейв. Он был одним из пяти лордов-апеллянтов, которые узурпировали власть в Англии в 1388 году. Но позже примирился с королём и в 1397 году участвовал в расправе над тремя лордами-апеллянтами. В 1398 году, после ссоры с Генри Болингброком, Томас был обвинён в измене и пожизненно выслан из Англии. После того как Генри Болингброк стал в 1399 году королём Англии (под именем Генрих IV), герцогский титул был у Томаса конфискован. Вскоре после этого он умер в Италии от чумы.

## Биография

### Детство
Томас родился в 1366 году. Он происходил из знатного англо-нормандского рода Моубреев и был вторым сыном Джона де Моубрея, 4-го барона Моубрея, и Элизабет де Сегрейв. Его бабушка со стороны матери, Маргарет Норфолкская, была внучкой короля Англии Эдуарда I. Своё имя, которое ранее в роду не встречалось, Томас получил в честь святого Томаса Кентерберийского.
Томас рано лишился родителей, а 10 февраля 1383 году умер его 15-летний старший брат Джон де Моубрей, 1-й граф Ноттингем, после чего Томас унаследовал родовые владения с титулом барона Моубрей, с которым был слит титул барона Браоз. Через мать им был унаследован ещё и титул барона Сегрейв, который при потомках Томаса перестал использоваться. Кроме того, он стал основным наследником бабушки, графини Норфолк, владевшей обширными землями дома Биго — прежде всего в Норфолке, Суффолке, Лестершире и Уорикшире.

### Фаворит короля
Будучи немного старше своего родственника, малолетнего короля Ричарда II, Томас стал его фаворитом. Он был достаточно красив, но не обладал какими-то определёнными способностями. По мнению хронистов, приближённые, которыми себя окружил король, дурно влияли на него. Хронист Томас Уолсингем сообщает, что они были «рыцарями скорее Венеры, а не Беллоны», благодаря чему он перенял женские повадки и не занимался мужскими занятиями вроде охоты. Фаворитов больше всего заботило собственное благосостояние, причём их отличали алчность и легкомыслие.
Своих приближённых Ричард II щедро осыпал милостями. Томас получил должность камергера, а 12 февраля 1383 года для него был восстановлен титул графа Ноттингема, который носил его покойный брат. Впервые с титулом графа Ноттингема в парламент Томас был вызван 26 октября 1383 года. В том же году, после смерти сэра Джона Барли, Томас стал вместо него кавалером Ордена Подвязки.
В 1385 году Томас принимал участие в шотландском походе Ричарда II. Перед его началом, 30 июня, Томас получил должность маршала Англии, которым в своё время владел его прадед, Томас Бразертон, 1-й граф Норфолк.
Однако постепенно Томас наскучил королю, да и то, что Моубрей женился на дочери Ричарда Фицалана, 11-го графа Арундела, которого Ричард не выносил, сыграло свою роль. Томас перестал быть фаворитом, его место занял дальний родственник короля Роберт де Вер, 9-й граф Оксфорд.

### Лорд-апеллянт
В 1387 году Томас принимал участие в морских сражениях против Франции и Кастилии. В том же году он примкнул к лордам-апеллянтам — нескольким знатным лордам, недовольным действиями фаворитов короля. В их состав первоначально входили: тесть Томаса — граф Арундел; дядя короля Томас Вудсток, герцог Глостер; Томас де Бошан, 12-й граф Уорик. Арундел, Глостер и Йорк укрылись в Уолтем-Кроссе (Хартфордшир), куда к ним стали стекаться сторонники. Когда 14 ноября к ним прибыли 8 членов «Большого постоянного совета», лорды предъявили апелляцию (лат. accusatio) на действия фаворитов короля — канцлера Майкла де ла Поля, графа Саффолка; графа Оксфорда; Александра Невилла, архиепископа Йоркского; верховного судьи Роберта Тресилиана и бывшего мэра Лондона сэра Николаса Брембра. В ответ посланники пригласили лордов в Вестминстер на встречу к королю.
17 ноября лорды-апеллянты встретились с королём в Вестминстер-Холле. Однако они не распускали свою армию и действовали с позиции силы, потребовав от короля ареста фаворитов и суда над ними на следующем заседании парламента. Король согласился, назначив слушание на 3 февраля 1388 года. Однако он не спешил удовлетворять требования апеллянтов, не желая устраивать суд над своими приближёнными, которые сбежали.
Вскоре лорды-апеллянты узнали о том, что король их обманул. Судебные приказы, которые были выпущены от его имени парламенту, призывали всех забыть о раздорах. В итоге апеллянты вновь начали активные действия. Именно в этот период к апеллянтам присоединился Томас, а также Генри Болингброк, граф Дерби, сын и наследник Джона Гонта, герцога Ланкастера, дяди короля.
19 декабря армия апеллянтов подстерегла возвращавшегося из Нортгемптона графа Оксфорда около Рэдкот Бриджа. Сопровождавшие Оксфорда люди были захвачены, а сам он смог бежать и затем перебраться во Францию, где и прожил оставшиеся годы своей жизни.
После этой битвы примирения апеллянтов с королём уже быть не могло. После Рождества в конце декабря армия мятежников подошла к Лондону. Испуганный король укрылся в Тауэре и начал через посредничество архиепископа Кентерберийского вести переговоры с апеллянтами. Однако те на уступки идти не хотели и заявили о возможном низложении короля. Желая любым способом сохранить корону, Ричард сдался. Он издал новые судебные приказы для парламента, а также предписал шерифам задержать пятерых беглецов, доставив их для суда.
3 февраля 1388 года в Уайтхолле Вестминстерского дворца собрался парламент, который вошёл в историю под названием «Безжалостный». В результате его работы четверо фаворитов короля были приговорены к казни. Двое, Оксфорд и Саффолк, успели бежать, но Брембр и Тресилиан были под нажимом апеллянтов казнены. Архиепископу Йоркскому как духовному лицу сохранили жизнь, но все его владения и имущество были конфискованы. Также было казнено несколько менее знатных соратников короля. Королева Анна умоляла сохранить жизнь Саймону Бёрли, однако безрезультатно. Всего было казнено 8 человек. Кроме того, ряд приближённых короля был изгнан из Англии.
После того как парламент был распущен, король в течение года старался вести себя тихо. Всё управление Англией находилось в руках лордов-апеллянтов. Но 3 мая 1389 года Ричард, которому к тому моменту исполнилось 22 года, сообщил совету, что он уже взрослый, не повторит ошибки, совершённые в молодости, поэтому он готов править страной самостоятельно. Апеллянты, решив, что урок король усвоил, позволили королю обрести некоторую независимость, поскольку у них не было желания править за него всю жизнь. Хотя Ричарду всё равно полагалось управлять страной через совет.

### Последующие годы
Томас, как и другие лорды-апеллянты, не был включён в состав нового королевского совета. 11 мая он был назначен в состав комиссии, которая должна была договариваться о перемирии с Шотландией. Поскольку Томас имел большие владения в Северной Англии, то 1 июля он был назначен Хранителем Шотландских марок, капитаном Берика и констеблем замка Роксборо. В середине сентября Моубрей вместе с Болингброком снова вошёл в состав королевского совета.
Но постепенно Томас стал отдаляться от других лордов-апеллянтов, кроме Болингброка. Король же, в свою очередь, стремился приблизить к себе бывшего друга. 15 октября 1389 года Ричард II поддержал Томаса в его ссоре с канцлером по поводу назначения большого пенсиона Моубрею.
В 1391 году Томас взамен поста Хранителя Шотландских марок был назначен капитаном Кале. В ноябре 1392 года должность была подтверждена на 6 лет, кроме того, капитану Кале дополнительно были переданы функции королевского лейтенанта в Пикардии, Фландрии и Артуа.
В марте 1394 года Томас был назначен председателем суда Северного Уэльса, а два месяца спустя — председателем суда Честера и Флинта. В сентябре того же года Томас в составе королевской армии отправился в поход в Ирландию. По возвращении оттуда в 1395 году он участвовал в английском посольстве во Францию для переговоров с королём Карлом VI о длительном перемирии и о браке Ричарда II с Изабеллой Французской. Позже, в октябре 1396 года, Моубрей присутствовал на бракосочетании Ричарда II и Изабеллы в Кале.
В январе 1397 года на заседании парламента за Томасом Моубреем в знак признания его заслуг должность маршала Англии была закреплена как наследственная в его потомстве. Тогда же Томас получил манор Гроуэр. Ещё в 1352 году Томас де Бошан, 11-й граф Уорик, в споре за него с Моубреями получил признание своих прав, однако теперь прежнее решение было отменено, а Гроуэр был отобран у графа Уорика и передан графу Ноттингему. С конца февраля до конца июня Томас в Англии отсутствовал, но вернулся как раз вовремя, чтобы принять участие в расправе Ричарда II с тремя лордами-апеллянтами.
В 1397 году король рассорился с тремя лордами-апеллянтами — Арунделом, Глостером и Уориком. Двое других бывших лордов-апеллянтов, Моубрей и Болингброк, поддержали короля. В июле 1397 года Арундел, Глостер и Уорик были арестованы и заключены под стражу в разных замках. Герцог Глостер был поручен заботам Томаса, который был капитаном Кале. 17 сентября 1397 года в Вестминстере собрался парламент, который стал своеобразным зеркальным отображением «Безжалостного парламента», но теперь обвиняемыми были бывшие обвинители Глостер, Арундел и Уорик. Порядок судебного разбирательства был тем же, что и 9 лет назад. В качестве апеллянтов выступили 8 лордов. В итоге Арундел был казнён, а Томас лично присутствовал при казни тестя, причём Фруассар сообщает, что Моубрей завязал глаза Арунделу и лично привёл приказ в исполнение. Уорику король заменил казнь изгнанием. А Глостер, как выяснилось, был убит в Кале, губернатором которого был Томас. Никто не сомневался, что убийство произошло по приказу короля, но позже именно Томаса обвиняли в том, что он убил герцога.

### Конфликт с Болингброком и изгнание
После расправы над лордами-апеллянтами король вознаградил своих сторонников. В числе вознаграждённых оказался и Томас, который 28 сентября получил часть владений Арунделов — манор Льюис и все владения в Сассексе и Суррее, кроме Рейгейта, а также семнадцать маноров графа Уорика в Мидлендсе. Кроме того, 29 сентября он получил титулы графа и герцога Норфолка. Одновременно титул герцогини Норфолка пожизненно получила его бабушка, Маргарет Норфолк. В парламент 29 января 1398 года Томас был вызван уже как герцог Норфолк.
Но уже 30 января Генри Болингброк, получивший титул герцога Херефорда, обвинил Томаса Моубрея в том, что тот готовит заговор против короля, опасаясь расправы за участие в мятеже лордов-апеллянтов. Неизвестно, насколько были обоснованы обвинения, однако не исключено, что Моубрей мог опасаться мстительности короля. Но король назначил специальную комиссию из 18 человек для расследования заговора. Комиссия собралась 29 апреля в Виндзорском замке, где перед ней предстали Моубрей и Болингброк. Томас отказался признать, что он замышлял что-то против короля — по его словам это было, но давно, и он получил на это королевское прощение. Но Болингброк настаивал на своём, обвинив Моубрея в том, что тот давал королю дурные советы и повинен во многих бедах королевства, в том числе и в убийстве герцога Глостера, и предложил подтвердить свою правоту судебным поединком.
Поединок был назначен на 17 сентября в Ковентри. На него съехались пэры, рыцари и дамы из разных уголков Англии. Отсутствовал только Джон Гонт, который после заседания парламента в Шрусбери удалился на покой — по сообщению Фруассара — из-за болезни, которая в итоге привела его к смерти. Публика встретила обоих герцогов приветственными криками, причём Болингброка приветствовала более громко. Но тут неожиданно вмешался Ричард. Он не любил своего двоюродного брата и опасался, что вероятная победа герцога Херефорда сделает его самым популярным человеком в стране. И он остановил поединок, бросив свой жезл. Было объявлено, что ни один из герцогов не получит Божественного благословения, и оба изгонялись из Англии: Болингброк на 10 лет, а Моубрей — пожизненно. Все полученные Томасом владения Арундела и Уорика были конфискованы, так же как и должности маршала и капитана Кале.
19 октября Томас отплыл из Англии. Вероятно, он отправился в Италию — 18 февраля 1399 года он был в Венеции. Там он и умер 22 сентября того же года от чумы. Есть сообщение, что перед этим он посетил Святую Землю. Похоронили Томаса в венецианском аббатстве Святого Иакова. Оставшиеся владения и титулы, кроме титула герцога Норфолка, которого Томаса лишил Болингброк после захвата власти и коронации под именем Генриха IV, унаследовал старший сын Томас.

## В культуре
Томас Моубрей является одним из основных персонажей исторической хроники Уильяма Шекспира «Ричард II». В ней в том числе освещаются события, связанные с обвинением Болингброком Моубрея в измене, а также история с поединком и последующим изгнанием Моубрея и Болингброка. При этом причины и сам характер столкновения между Моубреем и Болингброком полностью не раскрываются, в расчёте на то, что зрители знакомы с рядом исторических фактов.
В 2012 году вышел английский телевизионный фильм «Ричард II», являющийся экранизацией одноимённой пьесы Шекспира. Роль Томаса Моубрея в нём исполнил британский актёр Джеймс Пьюрфой.

## Семья

### Брак и дети
1-я жена: с марта 1383 года Элизабет Ле Стрейндж (ок. 1374 — 23 августа 1383), 6-я баронесса Стрейндж из Блэкмера, дочь Джона Ле Стрейнджа, 5-го барона Стрейнджа из Блэкмера, и Изабеллы де Бошан. Детей от этого брака не было.
2-я жена: с июля 1384 года (в замке Арундел, Сассекс, Англия) Элизабет Фицалан (ок. 1366 — 8 июля 1425), дочь Ричарда Фицалана, 11-го графа Арундела, и Элизабет Богун, вдова сэра Уильяма де Монтегю. Дети:
- Томас Моубрей (17 сентября 1385 — 8 июня 1405), 4-й граф Норфолк и 2-й граф Ноттингем, 7-й барон Моубрей и 8-й барон Сегрейв, маршал Англии с 1399 года[2].
- Маргарет Моубрей (ок. 1388 — после 1437); муж: с 1417 года сэр Роберт Говард (ок. 1384/1385 — 1436); их потомками были герцоги Норфолк из дома Говардов[2].
- Джон Моубрей (1392 — 19 октября 1432), 5-й граф Норфолк и 3-й граф Ноттингем, 8-й барон Моубрей и 9-й барон Сегрейв, маршал Англии с 1405, 2-й герцог Норфолк с 1425 года[2].
- Изабелла Моубрей (ум. 27 сентября 1452); 1-й муж: ранее 13 июля 1416 года сэр Генри Феррерс (ум. до 1423); 2-й муж: с ок. 1423/1424 Джеймс де Беркли (ок. 1394 — ноябрь 1463), 1-й барон Беркли[2].
- Элизабет Моубрей (ум. после 1 декабря 1423); муж: ранее 24 ноября 1403 Майкл де Ла Поль (ок. 1394/1395 — 25 октября 1415), 3-й граф Саффолк[2].

После смерти мужа Элизабет Фицалан была замужем ещё дважды: 3-й муж: ранее 19 августа 1401 года сэр Роберт Гоушел из Ховерингхема; 4-й муж: ранее 3 июля 1414 года сэр Джерар Аффлит.